# منتخب تونس لكرة اليد للشباب
منتخب تونس لكرة اليد للشباب هو ممثل تونس الرسمي في المنافسات الدولية في كرة اليد للشباب. تشرف عليه الجامعة التونسية لكرة اليد.